# Roženberk
Roženberk je naselje v Občini Šentrupert.